# رباط آصف
رباط آصف مربوط به دوره قاجار است و در بیرجند، ۴۶ کیلومتری شمال شهر واقع شده و این اثر در تاریخ ۳۰ خرداد ۱۳۷۷ با شمارهٔ ثبت ۲۰۳۰ به‌عنوان یکی از آثار ملی ایران به ثبت رسیده است.